# Фаизов, Радмир Рифович
Радмир Рифович Фаизов (род. 4 марта 1977, Сулейманово, Челябинская область) — российский хоккеист, вратарь. Мастер спорта России. Тренер.

## Биография
Воспитанник СДЮСШОР «Мечел» (1986—1990), СДЮСШОР «Трактор» Челябинск (1990—1994). Бо́льшую часть карьеры провёл в командах низших лиг России. В сезонах 1996/97 — 1998/99 сыграл три матча в Суперлиге за «Торпедо» Ярославль — дебютировал 19 февраля 1997 года, заменив на 58-й минуте домашнего матча с «Сибирью» (7:0) Егора Подомацкого. 11 марта в домашнем матче против «Рубина» заменил Подомацкого на 59-й минуте при счёте 7:3 и не дал забить буллит Владимиру Зоркину. Третий матч провёл 16 января 1998 года, проведя полную игру против ЦСК ВВС (2:1). В сезоне 2004/05 играл в чемпионате Белоруссии за «Динамо» Минск.
Выступал за команды «УралАЗ» Миасс (1994/95), «Звезда» Чебаркуль (1994/95), «Саб-Спартак-2» Москва (1995/96), ХК ЦСКА (1998/99), «Мечел-2» Челябинск (1998/99 — 1999/2000, 2003/04), «Рубин» Тюмень (2000/01), «Энергия» Кемерово (2001/02), «Мостовик» Курган (2002/03), «Кристалл» Саратов (2003/04), «Олимпия» Кирово-Чепецк (2005/06),
«Ариада-Акпарс» Волжск, «Газпром-ОГУ» Оренбург (2006/07 — 2007/08).
Бронзовый призёр чемпионата мира среди молодёжных команд 1997.
Обучался в РГАФК (1995—1997, 1 и 2-й курс), ЯГПУ имени К. Д. Ушинского (1997—2000, 3-5-й курс).
Тренер второй команды «Газпрома-ОГУ» (2008/09 — 2009/10). В 2010—2014 годах — тренер-преподаватель в детско-юношеской спортивной хоккейной школе имени Сергея Макарова (Челябинск). С 2014 года — тренер в СДЮСШОР Московского района ХК «Бульдоги» (Санкт-Петербург).
Среди воспитанников — Ярослав Аскаров.